# Bilal Ag Acherif

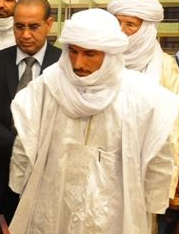
Bilal Ag Acherif (2012)

Bilal Ag Acherif (* 1977) ist Generalsekretär der Nationalen Bewegung für die Befreiung des Azawad (MNLA) in Mali. Er wird von der MNLA seit 6. April 2012 als „Präsident“ des völkerrechtlich nicht anerkannten Staatsgebildes „Azawad“ angesehen.
Am 26. Juni 2012 wurde er bei Zusammenstößen zwischen MNLA-Kämpfern und der islamistischen Bewegung für Einheit und Dschihad in Westafrika verletzt. Gemäß einem MNLA-Sprecher wurde er für eine medizinische Versorgung nach Burkina Faso transportiert.